# Ribeirão Roça Grande
O ribeirão Roça Grande é um curso de água do estado de Minas Gerais, Brasil. É um afluente da margem direita do rio Novo e, portanto, um subafluente do rio Pomba. É um dos cursos d'água que compõem a bacia hidrográfica do rio Paraíba do Sul.
Apresenta 30 km de extensão e drena uma área de 150 km². Nasce no município de Bicas, a uma altitude de aproximadamente 800 metros, com o nome de ribeirão Bonsucesso, e passa a se chamar ribeirão Roça Grande ao passar pela cidade de Rochedo de Minas.
Ao entrar no município de São João Nepomuceno, banha o distrito de Roça Grande. Ainda nesse município, o ribeirão Roça Grande tem sua foz no rio Novo.